# Fitofarmaco citotropico
Un fitofarmaco si definisce citotropico quando è in grado di penetrare nei tessuti vegetali, rimanendo attivo nei tessuti adiacenti al punto di applicazione. Invece i citotropici translaminari riescono a spostarsi dalla pagina superiore a quella inferiore della foglia.
L'efficacia di un fitofarmaco "citotropico" è strettamente legata sia alla durata della sua persistenza sulla vegetazione (foglia e frutti) che al grado di bagnatura di questa. Inoltre ha non poca importanza la natura della superficie sulla quale il fitofarmaco viene irrorato: la pagina inferiore della foglia, tomentosa, è più recettiva di quella superiore, glabra; una susina con buccia pruinosa è meno recettiva di una pesca; una fragola, per la sua conformazione rugosa, trattiene maggiormente di una mela, ecc.
Non si può escludere che una buona parte dei principi attivi contenuti nei fitofarmaci a lunga persistenza formulati in veicolo sub-oleoso possano esplicare una certa azione "citotropica" anche sulla buccia di molti frutti e quindi che la loro persistenza, proprio perché parzialmente assorbiti, vada oltre al periodo di carenza stabilito dalla legge per ogni fitofarmaco.  
Una precisa risposta a questa eventualità si può avere soltanto conoscendo i tempi ed i modi della metabolizzazione completa dei singoli principi attivi sui diversi frutti, cosa che solo i laboratori d'analisi possono determinare. 
Esistono fitofarmaci che agiscono per contatto superficiale definiti "di copertura", creando una barriera protettiva contro le avversità biologiche e usati per la prevenzione, ed altri che vengono assorbiti dai tessuti difendendo la pianta "dall'interno". Questi ultimi sono definiti "sistemici" e riescono ad essere traslocati dalle radici alla parte epigea e viceversa. Anche per i sistemici utilizzati su piante da frutto valgono le considerazioni fatte per i "citotropici".